# Неофит Каристский
Епископ Неофи́т (греч. επίσκοπος  Νεόφυτος; 1790, Филла, Эвбея — 1851, Халкис) — епископ Элладской православной церкви, участник Освободительной войны Греции 1821−1829 годов.

## Биография
Будущий епископ Неофит родился в 1790 году в селе Филла на острове Эвбея, Средняя Греция, получив при рождении имя Николаос Адамис. Сведений о его молодости мало. Отец его умер до рождения Николаоса. Начальное образование получил у сельского священника. Был отдан в подмастерья чтобы оказать помощь семье, но после побоев мать отдала его в монастырь Святого Георгия, где он и получил имя Неофит. Неофит, обладавший природным музыкальным даром и голосом, проявил себя в церковной музыке.
Был отправлен монастырём в Эпир на учёбу к митрополиту города Янина Иерофею, после чего последовал за митрополитом Порфирием в город Арта. По возвращении стал епископом в Каристос (ном Эвбея). Был посвящён в революционное общество Филики Этерия.
Начало Греческой революции 1821 года застало Неофита на островах Андрос и  Тинос. Сколотив наспех отряд в 400 андриотов и тиносцев, Неофит на свои средства зафрахтовал корабль с острова Идра и в августе 1821 года высадился в Киссури, Эвбея. После того как османские войска выступили из крепости Халкис, Неофит со своими повстанцами отошёл в Стира, на западном побережье острова. Отмечая его заслуги в начале революции на Эвбее, историки не ставят его в один ряд с героями-иерархами Греческой революции и отмечают тот факт, что в Стире он руководил повстанцами находясь на борту корабля идриота капитана Негаса.
На помощь Неофиту поспешил военачальник Николаос Криезотис, которого сопровождал его черногорский побратим Васос Мавровуниотис с братом Радо. Это было первое сражение Мавровуниотиса в Греческой революции. Однако помощь военачальников не смогла остановить бегство неопытных повстанцев Неофита.
В ноябре 1821 года Неофит предпринял вторую экспедицию на Эвбею и высадился 20 ноября возле города Эретрия. Одиссей Андруцос предложил послать помощь из 600 бойцов, но Неофит отказался от помощи гонимого правительством военачальника. Узнав, что в Афинах находились Кирьякулис Мавромихалис и Илиас Мавромихалис, Неофит обратился за помощью к ним.
5 января 1822 года 600 маниатов высадились в Аливери. 11 января маниаты одержали победу над турками в Стира, но сразу же на следующий день погиб Илиас Мавромихалис и эвбейцы обратились за помощью к Одиссею Андруцосу, не обращая внимание на возражения Неофита.
Андруцос спас положение, но был отозван правительством. После смерти местного военачальника Ангелиса Говиоса военные действия на острове ограничились мелкими стычками и Эвбея в большей своей части, несмотря на все последующие действия Неофита, оставалась до конца войны под контролем османов.
Оставаясь в тени после освобождения, Неофит умер в 1851 году в городе Халкис.